# Episodi di Noobees (seconda stagione)
La seconda stagione di Nobees è andata in prima TV in America Latina e in Brasile dal 2 marzo fino al 22 maggio 2020. In Italia va in prima TV su Nickelodeon dal 15 giugno 2020.
| n°            | Titolo originale                     | Titolo italiano                      | Prima TV America Latina e Brasile | Prima TV Italia |
| Prima parte   | Prima parte                          | Prima parte                          | Prima parte                       | Prima parte     |
| ------------- | ------------------------------------ | ------------------------------------ | --------------------------------- | --------------- |
| 1             | Avatar City y el comienzo del fin    | Avatar City e l'inizio della fine    | 2 marzo 2020                      | 15 giugno 2020  |
| 2             | La nueva Rocker                      | La nuova Rocker                      | 3 marzo 2020                      | 16 giugno 2020  |
| 3             | El comienzo del juego                | Il gioco comincia                    | 4 marzo 2020                      | 17 giugno 2020  |
| 4             | Mundos desconocidos                  | Mondi sconosciuti                    | 5 marzo 2020                      | 18 giugno 2020  |
| 5             | Una fiesta y un Beso                 | Una festa e un bacio                 | 6 marzo 2020                      | 19 giugno 2020  |
| 6             | Avatares en Peligro                  | Avatar in pericolo                   | 9 marzo 2020                      | 20 giugno 2020  |
| 7             | Clones rebeldes                      | La ribellione dei cloni              | 10 marzo 2020                     | 21 giugno 2020  |
| 8             | Rivales y enemigos                   | Rivali e nemici                      | 11 marzo 2020                     | 22 giugno 2020  |
| 9             | Peligro, Virus                       | Allarme virus!                       | 12 marzo 2020                     | 23 giugno 2020  |
| 10            | Error de carga                       | Errore di ricarica                   | 13 marzo 2020                     | 24 giugno 2020  |
| 11            | Golpe de avatares                    | Lo sciopero degli avatar             | 16 marzo 2020                     | 25 giugno 2020  |
| 12            | Ruth ... ¿un avatar?                 | Ruth... un avatar?                   | 17 marzo 2020                     | 26 giugno 2020  |
| 13            | Vencer o vencer                      | Vincere o vincere                    | 18 marzo 2020                     | 27 giugno 2020  |
| 14            | S.O.S. Padres                        | S.O.S. genitori                      | 19 marzo 2020                     | 28 giugno 2020  |
| 15            | Problemas de transporte              | Problemi di Trasporto                | 20 marzo 2020                     | 29 giugno 2020  |
| 16            | Mal, Mal, Mal                        | Cattivi                              | 23 marzo 2020                     | 30 giugno 2020  |
| 17            | Día de los Enamorados                | Il gioco delle coppie                | 24 marzo 2020                     | 1º luglio 2020  |
| 18            | Recuerdos, mentiras y avatares       | Ricordi, bugie e avatar              | 25 marzo 2020                     | 2 luglio 2020   |
| 19            | Está prohibido hipnotizar a Silvia   | Vietato ipnotizzare Silvia!          | 26 marzo 2020                     | 3 luglio 2020   |
| 20            | El fin de los avatares               | La fine degli avatar                 | 27 marzo 2020                     | 3 luglio 2020   |
| 21            | Avatares en observación              | Avatar sotto osservazione            | 30 marzo 2020                     | 4 luglio 2020   |
| 22            | Hermanos unidos o desunidos          | Fratelli uniti o separati            | 31 marzo 2020                     | 4 luglio 2020   |
| 23            | Adiós, Rocco                         | Addio Rocco                          | 1º aprile 2020                    | 5 luglio 2020   |
| 24            | Problemas, Problemas y más Problemas | Problemi, problemi e ancora problemi | 2 aprile 2020                     | 5 luglio 2020   |
| 25            | Hipnosis para todos                  | Ipnosi per tutti                     | 3 aprile 2020                     | 6 luglio 2020   |
| 26            | Athina, desaparecida en combate      | Athina, disperata in azione          | 6 aprile 2020                     | 7 luglio 2020   |
| 27            | Los noobees tienen que perder        | I Noobees devono perdere             | 7 aprile 2020                     | 8 luglio 2020   |
| 28            | Alrededor de los poderes             | I poteri sono tornati                | 8 aprile 2020                     | 9 luglio 2020   |
| 29            | Un giro inesperado                   | Un ritorno inaspettato               | 9 aprile 2020                     | 10 luglio 2020  |
| 30            | El secreto                           | Il segreto                           | 10 aprile 2020                    | 10 luglio 2020  |
| Seconda parte |                                      |                                      |                                   |                 |
| 31            | La renuncia                          | La rinuncia                          | 22 giugno 2020                    | 11 luglio 2020  |
| 32            | Ruth en acción                       | Ruth in azione                       | 23 giugno 2020                    | 11 luglio 2020  |
| 33            | El regreso de Laura                  | Il ritorno di Laura                  | 24 giugno 2020                    | 12 luglio 2020  |
| 34            | Citas inesperadas                    | Fidanzati inaspettati                | 25 giugno 2020                    | 12 luglio 2020  |
| 35            | ¿Quién hipnotizó a David?            | Chi ha ipnotizzato David?            | 26 giugno 2020                    | 13 luglio 2020  |
| 36            | La venganza de Ruth                  | La vendetta di Ruth                  | 29 giugno 2020                    | 14 luglio 2020  |
| 37            | El mundo es de los Avatares          | Il mondo degli Avatar                | 30 giugno 2020                    | 15 luglio 2020  |
| 38            | Los teléfonos de Mateo               | Le cuffie di Mateo                   | 1º luglio 2020                    | 16 luglio 2020  |
| 39            | Los caminos de los liris             | I sentieri di Iris                   | 2 luglio 2020                     | 17 luglio 2020  |
| 40            | Iris VS Laberinto                    | Iris contro Labirinto                | 3 luglio 2020                     | 17 luglio 2020  |
| 41            | ¿Quien es Ruth?                      | Chi è Ruth?                          | 6 luglio 2020                     | 18 luglio 2020  |
| 42            | Un plan avatarasco Ruthizado         | Piano avatar Ruthizzato              | 7 luglio 2020                     | 18 luglio 2020  |
| 43            | El experimento                       | L'esperimento                        | 8 luglio 2020                     | 19 luglio 2020  |
| 44            | Ruth es Silvia                       | Ruth è Silvia                        | 9 luglio 2020                     | 19 luglio 2020  |
| 45            | El don de la destrucción             | Il dono della distruzione            | 10 luglio 2020                    | 20 luglio 2020  |
| 46            | La destrucción                       | La distruzione                       | 13 luglio 2020                    | 21 luglio 2020  |
| 47            | Silvia y toda la verdad              | Silvia e tutta la verità             | 14 luglio 2020                    | 22 luglio 2020  |
| 48            | El pacto de Silvia                   | Il patto di Silvia                   | 15 luglio 2020                    | 23 luglio 2020  |
| 49            | Una nueva Silvia                     | Una nuova Silvia                     | 16 luglio 2020                    | 24 luglio 2020  |
| 50            | Silvix vs Ruthílica                  | Silvix contro Ruthílica              | 17 luglio 2020                    | 24 luglio 2020  |
| 51            | ¿Quien es Silvia?                    | Chi è Silvia?                        | 20 luglio 2020                    | 25 luglio 2020  |
| 52            | David y la revelación                | David e la rivelazione               | 21 luglio 2020                    | 25 luglio 2020  |
| 53            | Todos contra Silvix                  | Tutti contro Silvix                  | 22 luglio 2020                    | 26 luglio 2020  |
| 54            | El plan de Silvia                    | Il piano di Silvia                   | 23 luglio 2020                    | 26 luglio 2020  |
| 55            | La Liberación                        | La liberazione                       | 24 luglio 2020                    | 27 luglio 2020  |
| 56            | Un Virus peligroso                   | Un virus pericoloso                  | 27 luglio 2020                    | 28 luglio 2020  |
| 57            | Camino a la semifinal                | Verso le semifinali                  | 28 luglio 2020                    | 29 luglio 2020  |
| 58            | El principio del final               | L'inizio della fine                  | 29 luglio 2020                    | 30 luglio 2020  |
| 59            | ¿Quien es david?                     | Chi è David?                         | 30 luglio 2020                    | 31 luglio 2020  |
| 60            | Gamers Unidos                        | Gamer uniti                          | 31 luglio 2020                    | 31 luglio 2020  |

## Avatar City e l'inizio della fine
Gameover, sfuggito alla distruzione di Lost City, arriva ad Avatar City e mette in atto il proprio piano per vendicarsi di Silvia e David.

## La nuova Rocker
I Rockers tornano al completo con Lili, Kong e Doris, la nuova allenatrice. Ma Gameover trama contro David e Silvia e non vuole che si riconcilino.

## Il gioco comincia
Il piano di Athina e Rocco per separare David e Silvia funziona, e i due si lasciano. Intanto, le squadre si preparano all'inizio del campionato mondiale.

## Mondi sconosciuti
Continua il piano per la conquista degli umani di Rocco e Athina e Rocco riesce a fare partecipare Silvia a entrambe le partite.

## Una festa e un bacio
Ruth organizza una grande festa in costume nella quale cercherà di "riconquistare' David, ma sarà Athina a baciarlo...

## Avatar in pericolo
Athina e Rocco vengono puniti da Enzo e Betsy della giunta degli avatar. Per evitare la sconfitta delle loro squadre, mandano I loro cloni nel mondo reale.

## La ribellione dei cloni
Athina e Rocco chiedono aiuto a Melvin per far tornare i cloni ad Avatar City. David vuole riconquistare Silvia ma anche vincere il campionato. Hector intanto...

## Rivali e nemici
Silvia crede alla bugia di Rocco e non vuole più saperne, di David. Ma il ragazzo ha capito tutto ed elabora un piano per provare la sua innocenza.

## Allarme virus!
Silvia è in collera con David per via di una presunta scommessa. David vuole dimostrarle a tutti i costi la sua estraneità ai fatti, ma Ruth cancella le prove.

## Errore di ricarica
In seguito all'incidente avvenuto durante la partita, Silvia e' costretta ad abbandonare il basket per sempre, per via di una lesione alla caviglia.

## Lo sciopero degli avatar
Gli avatar iniziano uno sciopero per avere condizioni migliori. Silvia si riprende con l'aiuto degli amici.

## Ruth... un avatar?
I Rockers perdono contro i Monkeys, mentre i Noobees vincono contro le E-ladies.
Dopo la partita, Ruth insulta Melvin.
Gameover chiede quindi a Melvin di portare Ruth ad Avatar City per farle capire come si sentono gli avatar.

## Vincere o vincere
Ad Avatar City sono in corso le elezioni per il/la rappresentante degli avatar, mentre nel mondo reale sono in corso quelle per i rappresentanti degli studenti.

## S.O.S. genitori
Il Preside Arturo convoca i genitori di Rocco e Athina per conoscerli meglio.
Intanto David cerca di scoprire cosa nasconde Rocco.

## Problemi di trasporto
Kosnika e Kral tornano ad Avatar City, ma un corto circuito rompe lo schermo fra i due mondi. Gli avatar sono bloccati nel mondo reale! Nel frattempo Trueno e Kong continuano a contendersi Norah.

## Cattivi
Essendo molto arrabbiato, Gameover ordina ad Athina, Rocco, Melvin e Jackie di fare una cattiveria nel mondo reale per farlo divertire.

## Il gioco delle coppie
Rocco chiede a Silvia di mettersi con lui, mentre Kong e Trueno lo chiedono a Norah. Kosnika ha una cotta per Gameover e David...

## Ricordi, bugie e avatar
Ruth perde la memoria, David è alle prese con la gelosia di Athina e Norah non sa con chi stare insieme.

## Vietato ipnotizzare Silvia
Rocco, disobbedendo a Gameover, ipnotizza Silvia. Ma ora la ragazza lo odia e si comporta molto male.
Forse, non so, un amuleto...

## La fine degli avatar
Il nuovo proprietario della Pixel Videogames comunica il cambiamento totale degli avatar, comportando la fine dei vecchi avatar e la nascita di nuovi avatar più sofisticati.

## Avatar sotto osservazione
I Noobees battono i Rockers e accedono ad uno spareggio con i Los Sports per la qualificazione ai mondiali.
Intanto gli avatar, salvi, controllano che non ci siano falli nei loro "corpi". Rocco e Melvin risultano avere un problema, così, per far sì che li lascino andare dalla clinica degli avatar, Rocco manomettere i risultati, scambiando erroneamente i loro "corpi", senza accorgersene. Per fortuna Horizò se ne accorge e locomunica a Kral e Kosnika, la quale torna nel mondo reale di nuovo fingendo di essere una madre, ma Melvin, nel corpo di Rocco, la chiama "madre". Kosnika, per rimediare, fa credere agli altri che Melvin e Rocco siano Gemelli. 

## Fratelli uniti o separati
Arturo viene a sapere dei presunti gemelli e decide di espellerne uno. La decisione scatena la reazione dei compagni, che occupano la scuola per farli restare entrambi.

## Addio Rocco
Silvia convince il fratello gemello di Arturo a convincerlo a non far andare via Rocco.

## Problemi, problemi e ancora problemi
L'Arcade rischia di chiudere quindi David e Silvia organizzano la partita del secolo per impedirlo. Intanto gli avatar tornano nel mondo reale.

## Ipnosi per tutti
Athina, Rocco e Melvin cercano di usare l'amuleto della volontà a proprio tornaconto, ma lo distruggono. Gameover torna in sé  grazie a Kral e punisce gli avatar.

## Athina, dispersa in azione
Nonostante sia fuggita nel mondo reale, Gameover riesce a trovare Athina e a riportarla ad Avatar City. Decide cosi' di darle una lezione.

## I Noobees devono perdere
Con l'aiuto delle sue nuove alleate, Athina riesce a realizzare il nuovo piano di Gameover e Silvia incontra con sua grande sorpresa una vecchia conoscenza.

## I poteri sono tornati
Dopo essere tornata nel mondo reale, Silvia si accorge di essere di nuovo avatarizzata e di avere riacquistato i poteri di Kosnika.

## Un ritorno inaspettato
Athina riesce a salvare Kosnika e Rocco e a riportarli ad Avatar City, mentre nel mondo reale, torna Mateo, ora direttore della Pixel Videogames.

## Il segreto
Mateo fa una scoperta che nessuno si immagina, mentre Gameover viene a conoscenza dei suoi piani e decide di sfruttarli a suo favore.

## La rinuncia
Silvia e David vogliono lasciare le loro squadre e Ruth vuole visitare Avatar City.

## Ruth in azione
Da Avatar City, Ruth ipnotizza David rendendolo stupidamente spiritoso. Poi, grazie a Melvin, riesce a tornare nel mondo reale.

## Il ritorno di Laura
Gameover approfitta del ritorno di Laura per impossessarsi del suo corpo e cercare di danneggiare Silvia.

## Fidanzati inaspettati
Inizia la Coppa del Mondo della LVP, mentre Laura si comporta in modo strano, generando sospetti in Silvia. Silvia crede inoltre che David sia ipnotizzato.

## Chi ha ipnotizzato David?
Silvia e' determinata a scoprire chi ha ipnotizzato David.

## La vendetta di Ruth
Ruth intende vendicarsi di Silvia, ma le cose non vanno come desidera ed e' costretta a chiedere aiuto a Gameover. Niko vuole capire perché David sia cosi' strano.

## Il mondo degli avatar
Gameover porta avanti il suo piano di fare finire il mondo intero nelle mani degli Avatar.

## Le cuffie di Mateo
Gameover mette in atto il suo piano contro gli umani, ma le cose non vanno come aveva previsto.

## I sentieri di Iris
David compare in un vecchio videogioco: I sentieri di Iris. L'intelligenza artificiale del gioco gli espone il suo piano malvagio contro Labirinto.

## Iris contro Labirinto
Silvia e David accettano di aiutare Iris a realizzare il suo piano. Quando vengono trasportati ad Avatar City fanno delle scoperte che cambieranno le loro vite.

## Chi è Ruth?
Silvia ricorda quanto ha visto ad Avatar City e accusa Ruth, davanti a tutti, di essere un avatar. Ruth non permetterà che Silvia la faccia franca.

## Piano avatar ruthizzato
Silvia decide di aiutare Ruth perché non debba soffrire le conseguenze della vita da avatar, ma non si aspetta di diventare la sua vittima.

## L'esperimento
Gameover inizia un esperimento con protagoniste Silvia e Ruthilica. Nel frattempo, Kosnika fara' tutto il possibile per evitare che i piani di Gameover si realizzino.